# Herczeg Zsolt (színművész)
Herczeg Zsolt (Budapest, 1933. június 26. –  2003. szeptember 7.) magyar színész, a Szegedi Nemzeti Színház örökös tagja.

## Életpályája
Szülei tisztviselők voltak. 1936 és 1948 között családjával Szombathelyen élt. Itt kezdte meg középiskolai tanulmányait is, amit 1951-ben már Budapesten fejezett be. Felvették a Színművészeti Főiskolára, de két év után eltanácsolták. 

„egy volt főiskolai tanárom – aki bízott tehetségemben – nyújtott segítséget oly módon, hogy beajánlott a kaposvári Csiky Gergely Színházba 1958-ban, ahol szerződéses színészként három évig dolgoztam.…szívem a debreceni Csokonai Színház felé húzott. Ez a színház ugyanis akkoriban fénykorát élte. Latinovits Zoltán, Pethes György és Szendrő József szellemi légkörében folyt ott a munka… 1966-ban sikerült Debrecenbe szerződnöm…kedves szerepem volt Csiky Gergely Nagymama című darabjában Koszta lelkipásztor szerepe, már csak azért is, mert megtisztelő volt számomra, hogy Neményi Lili partnere lehettem. A Csokonai Színház tagjaként kapcsolódtam be az éjszakai szórakoztató műfajba az Arany Bika Szálló híres Grilljében, ahol humoros jeleneteimmel jelentős sikereket arattam.”

1958-tól a kaposvári Csiky Gergely Színháznál kezdte pályáját. 1961-től a győri Győri Kisfaludy Színházban szerepelt. 1966-tól a debreceni Csokonai Színház társulatához tartozott. Giricz Mátyás hívására szerződött Szegedre. 1972-től volt a Szegedi Nemzeti Színház művésze, amelynek 2001-ben örökös tagjai közé is beválasztották. Az 1970-es években házigazdája, szerkesztője és konferansziéja volt a Szeged bár műsorainak. Ruszt Józsefhez fűződő barátsága révén vendégként játszott a zalaegerszegi Hevesi Sándor Színházban. Írt mesejátékot is, amelyet be is mutattak. 2002-ben Gábor Miklós-díjat kapott.

## Színházi szerepeiből
- William Shakespeare: Rómeó és Júlia... Öreg Capulet
- William Shakespeare: Szentivánéji álom... Puck
- William Shakespeare: IV. Henrik... Balga
- Edmond Rostand: Cyrano de Bergerac... Poéta
- Nyikolaj Vasziljevics Gogol: A revizor... Kereskedő
- Georges Feydeau: Bolha a fülbe... Baptistin
- Georges Feydeau: Zsákbamacska... Tiburce, inas
- Jacques Deval: A potyautas... Ivan
- Alexandre Breffort – Marguerite Monnot: Irma, te édes... Pingpong
- George Bernard Shaw: A milliomosnő... Férfi
- Bertolt Brecht: Galilei élete... Sagredo; Az agg bíboros; A vénasszony
- Bertolt Brecht: Koldusopera... Szomorúfűz Walter
- Arthur Miller: Az ügynök halála... Az ügynök barátja
- Jiří Voskovec: Gólem... Testőrkapitány
- Sławomir Mrożek: Ohey Péter mártíromsága... Cirkuszigazgató
- Mark Twain: Koldus és királyfi... Alabárdos; Vízhordó
- Reginald Rose: Tizenkét dühös ember... Őr
- Pierre Barillet – Jean-Pierre Grédy – Nádas Gábor – Szenes Iván: A kaktusz virága... Norbert
- Jókai Mór: A kőszívű ember fiai... Bankár
- Szép Ernő: Vőlegény... Édes Baba
- Csáth Géza: Janika... Schwarcz, tanár
- Heltai Jenő: Naftalin... Házmester
- Móricz Zsigmond: Nem élhetek muzsikaszó nélkül... Mircse
- Móra Ferenc: Mindenki Jánoskája... Vendel
- Molnár Ferenc: A doktor úr... Földrajztanár
- Molnár Ferenc: A Pál utcai fiúk... Weisz
- Sütő András: Csillag a máglyán... La Forge
- Darvas József: Kormos ég... Gerendás
- Mesterházi Lajos: A tizenegyedik parancsolat... Sarló
- Gáspár Margit: Hamletnek nincs igaza... Frici, Kalotai fia
- Tabi László: Különleges világnap... Dr. Nagybercsényi Ödön; Fiatalember
- Tóth Miklós: Mesés parti... Fehér Gyula
- Tóth Miklós: Jegygyűrű a mellényzsebben... Pálos Imre
- Szűcs György: Elveszem a feleségem... Tivadar
- Fejes Endre – Presser Gábor – Sztevanovity Dusán: Jó estét nyár, jó estét szerelem... Házmester; Pincér
- Iszaak Oszipovics Dunajevszkij: Szabad szél... Félszemű
- Leo Fall: Sztambul rózsája... Miller, hamburgi kereskedő
- Johann Strauss: A cigánybáró... Kristóf cigány
- Johann Strauss: A denevér... Dr. Blind ügyvéd
- Paul Burkhard: Tűzijáték... József
- Kodály Zoltán: Háry János... Dufla generális
- Kálmán Imre: Csárdáskirálynő... Ferdinánd főherceg
- Kálmán Imre: Marica grófnő... Kudelka
- Kálmán Imre: Cirkuszhercegnő... Gyula bácsi, főpincér
- Kálmán Imre: A bajadér... Trebisonde, színigazgató
- Lehár Ferenc: A víg özvegy... Nyegus
- Lehár Ferenc: Luxemburg grófja... Lord Lanchester
- Lehár Ferenc: A mosoly országa... Fu-Li, követségi titkár
- Berté Henrik: Három a kislány... Karmester; Novotny
- Jacobi Viktor: Leányvásár... Rottenberg; Jefferson
- Jacobi Viktor: Sybill... Poire
- Fényes Szabolcs: Maya... Bambó
- Békeffi István–Lajtai Lajos: A régi nyár... Főpincér
- Semsei Jenő – Sárközy István: Szelistyei asszonyok... Vojkffy
- Szüle Mihály–Győző László–Bor József–Vincze Ottó: Egy bolond százat csinál... Jean
- Eisemann Mihály: Én és a kisöcsém... Kelemen Félix
- Ábrahám Pál: Bál a Savoyban... Pomerol; Archibald
- Ábrahám Pál: Viktória... Pali bácsi
- Szirmai Albert – Bakonyi Károly – Gábor Andor: Mágnás Miska... Pixi gróf
- Huszka Jenő: Lili bárónő... Becsey tiszttartó
- Zerkovitz Béla: Csókos asszony... Tűzoltóparancsnok; Róth Manfréd
- Török Tamás: Az eltüsszentett birodalom... Burkus herceg
- Babay József: Három szegény szabólegény... Tollnok

## Bemutatott színpadi műve
- Herczeg Zsolt: Kié lesz a királylány? (mesejáték)[4]

## Filmes és televíziós szerepei
- Dübörgő csend (1978)
- Tiszteletkör (1982)[5]
- Uramisten (1984)

## Díjai, elismerései
- Örökös Tag (Szegedi Nemzeti Színház) (2000/2001)
- Gábor Miklós-díj (2002)